# Налимаю
Налимаю (устар. Налима-Ю) — река в Берёзовском районе Ханты-Мансийского автономного округа. Устье реки находится на 9-м км по левому берегу реки Манья. Длина реки 113 км.
Притоки Налимаю:
- Захар-Я — в 33 км (лв);
- Напаръя — в 35 км (пр);
- Путынгсоим — в 43 км (пр);
- Синотвож — в 48 км (лв).

## Данные водного реестра
По данным государственного водного реестра России относится к Нижнеобскому бассейновому округу, водохозяйственный участок реки — Северная Сосьва, речной подбассейн реки — Северная Сосьва. Речной бассейн реки — (Нижняя) Обь от впадения Иртыша.